# Van Eersel
Van Eersel is een Belgisch adellijk huis.

## Geschiedenis
- In 1777 verleende keizerin Maria Theresia erfelijke adel aan Gerard-Henri van Eersel.
- Tot deze familie behoorde Govaart Geeraard van Eersel (1713-1778), bisschop van Gent.

## Charles van Eersel
- Charles Gerard François van Eersel (Antwerpen, 14 april 1811 - Sainte-Marie (VS), 3 augustus 1851) was een kleinzoon van Gerard-Henri van Eersel (hierboven) en een zoon van Charles-Joseph van Eersel, ontvanger van accijnzen en van in- en uitgaande rechten in Antwerpen, en van Marie-Thérèse de Bie. Hij werd in 1840 erkend in de erfelijke adel met de titel ridder, overdraagbaar bij eerstgeboorte. Hij promoveerde tot doctor in de rechten en werd lid van de Heraldische Raad. Hij trouwde in Brussel in 1837 met Sidonie Baesen (1817-1867). Ze hadden vijf kinderen.
  - Leopold Charles Marie van Eersel (1843-1922), kolonel, verkreeg de uitbreiding van zijn riddertitel tot al zijn mannelijke afstammelingen. Hij trouwde met Hortense Lambert (1839-1879) en hertrouwde met Constance van Esschen (1859-1932). Hij had een zoon uit het eerste bed en een zoon en een dochter uit het tweede.
    - Charles Léopold Jules van Eersel (1884-1945), trouwde met (en scheidde van) Germaine Byerlé (1895-1960) en hertrouwde met (en scheidde van) Marcelle Lorenzato (1901-1952).
      - Leopold Jean Marie Auguste van Eersel (1924-1985), officier, trouwde met Isolde Loew (°1920). Ze hadden zes kinderen, met afstammelingen tot heden.

## Antoine van Eersel
Antoine Constant Marie van Eersel (° Antwerpen, 7 december 1812), cavalerieofficier, werd in 1840 erkend in de erfelijke adel, met de titel ridder, overdraagbaar bij eerstgeboorte. Hij bleef vrijgezel.